# Medizinische Universität Asahikawa
Koordinaten: 43° 43′ 42,3″ N, 142° 23′ 7,1″ O

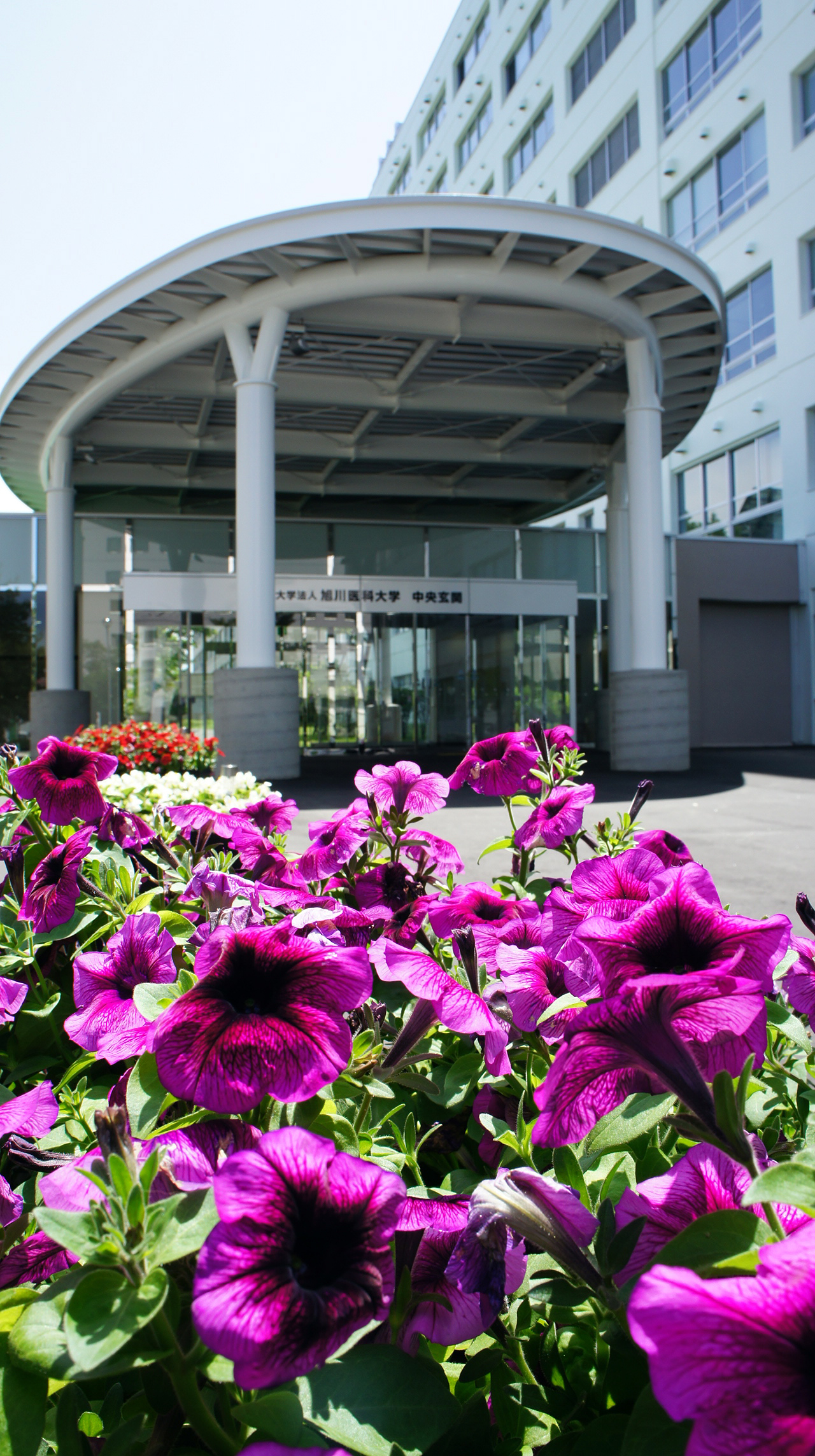
Haupteingang (2010)

Die Medizinische Universität Asahikawa (jap. 旭川医科大学, Asahikawa ika daigaku; engl. Asahikawa Medical University) ist eine staatliche Universität in Asahikawa, Hokkaidō (Japan).
Die Universität wurde 1973 gegründet, nach der Politik  „eine medizinische Hochschule pro Präfektur“ (一県一医大構想). In der Präfektur Hokkaidō gab es schon zwei medizinische Hochschulen (Medizinfakultät der Universität Hokkaidō und Medizinische Universität Sapporo), aber sie befanden sich nur in Sapporo. Die Verbesserung der Medizin in den Nord- und Ostteilen der Präfektur ist das Gründungsziel der Universität. 

## Fakultäten
- Fakultät für Medizin
  - Abteilung für Medizin
  - Abteilung für Krankenpflege